# カペロボ

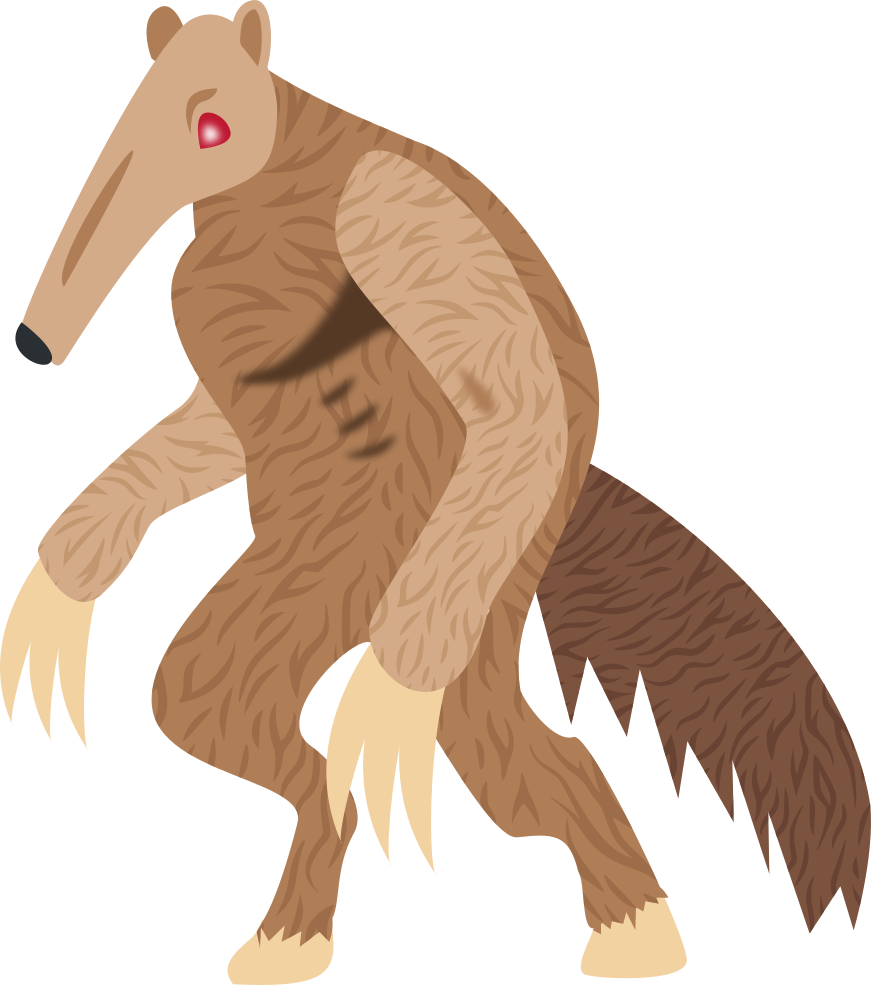
マラニャン州の「クペロボ」の想像画

カペロボ（Capelobo）またはクペロボ（cupélobo、地方名）は、ブラジルの俗信に語りつがれる、鼻づらの部分がオオアリクイ（あるいは犬や豚）に似るという、獣人あるいは幻獣。
獣人とされる場合は、野人マピングアリによく似るとされ、同じように寸胴型の丸い足形だが、腹部の口吻は無い。人食いで、鼻づらを伸ばして血を吸うか、脳を啜るといわれる。唯一の急所はそのへそあたりである。叫ぶように鳴く。パラー州・マラニャン州の地域に限定される伝承である。

## 語源
カペロボ（Capelobo）の語は、グアラニー語 capê （「骨折した」、「曲った」、「足曲りな」、「びっこ」の意）とポルトガル語 lobo（「狼」）の複合語とされる。

## 伝説
伝説はパラー州・マラニャン州ではよく知られるが、アマゾン方面では寡聞にして知られずという。また、いわゆる文明慣れ（非野生化）した先住民（インディオ）であれば、まだよく知っているが、混血児系だとさっぱり知らないという。

### 描写
パラー州・アマゾン川支流シングー川流域の伝承によるカペロボは、獣型と亜人型として語られる。獣型の場合は、黒く長い毛でおおわれ、犬か豚のような鼻づらをしたアメリカバクに似た動物で、丸い足をしているという。亜人型の場合は、きわめて高齢に達したインディオはだれでもこの怪物に変身してしまうという俗信が底辺にあり、語り部らはマピングアリ（老インディオが変態するという怪物）やキブンゴ （Quibungo、高齢の黒人が変じてしまうといわれる怪物）によく似ているが、顔面から腹部までがざくっり裂けた大口というのは持っていない、という譬えをもちいている。
マラニャン州の伝承ではクペロボ（cupélobo）と表記されており、鼻づらがオオアリクイにそっくりだとされる。このクペロボの胴体については両論あり、毛むくじゃらの野人だとする者と、（毛むくじゃらの）バクの体だとする者がいる。アリクイ男は、「ガラス瓶の底」のような丸型の足をしており、丸い足跡をボコボコと残してゆく。よってカペロボと混同されがちな怪物に、ペー・ジ・ガハッファ（「瓶の足」の意、一本足だとも）がいる。マラニャン州でも目撃は稀になったろうが、ピンダレ川流域には生き残っているだろうという証言がある。
カペロボは吸血動物だと形容され、南米の狼男ワーウルフ、ロビゾーメンに相似する（あるいはその亜種に分類できる）とされる。生まれたての仔犬や子猫をねらい、夜陰にまぎれてこれをさらっていくというが、森林の住民すなわち小屋に居を構えたり、キャンプを貼って暮らす家族が被害にあう。
人間も狙い、「死の抱擁で（獲物を）圧死させる」とも、あるいは頸動脈を破壊して血を飲むとも、相手にしがみつきざま頭部から脳を吸いだすともいわれる。
斃すにはへそのあたりを狙って撃たねばならないが、長い毛で守られているので、インディオたちもなかなか矢を射込むふんぎりがつかないそうである。
カペロボは叫び声のような咆哮をあげて、その所在を知らしめすが、こうした性質もマピングアリやペー・ジ・ガハッファと共通する、と指摘される。
クペロボ（cupélobo）の伝承は、グアジャジャラ族の間にも知られる。